# Phoma minutispora
Phoma minutispora är en lavart som beskrevs av P.N. Mathur 1992. Phoma minutispora ingår i släktet Phoma, ordningen Pleosporales, klassen Dothideomycetes, divisionen sporsäcksvampar och riket svampar.   Inga underarter finns listade i Catalogue of Life.